# Internationale Cricket-Saison 2002
Die internationale Cricket-Saison 2002 fand zwischen April 2002 und August 2002 statt. Als Sommersaison wurden vorwiegend Heimspiele der Mannschaften aus Europa ausgetragen.

## Überblick

### Internationale Touren
| Beginn         | Heimteam    | Auswärtsteam | Resultate | Resultate | Artikel |
| Beginn         | Heimteam    | Auswärtsteam | Test      | ODI       | Artikel |
| -------------- | ----------- | ------------ | --------- | --------- | ------- |
| 11. April 2002 | West Indies | Indien       | 2–1 [5]   | 1–2 [5]   | Artikel |
| 1. Mai 2002    | Pakistan    | Neuseeland   | 1–0 [2]   | 3–0 [3]   | Artikel |
| 16. Mai 2002   | England     | Sri Lanka    | 2–0 [3]   |           | Artikel |
| 3. Juni 2002   | West Indies | Neuseeland   | 0–1 [2]   | 3–1 [5]   | Artikel |
| 12. Juni 2002  | Australien  | Pakistan     |           | 1–2 [3]   | Artikel |
| 21. Juli 2002  | Sri Lanka   | Bangladesch  | 2–0 [2]   | 3–0 [5]   | Artikel |
| 25. Juli 2002  | England     | Indien       | 1–1 [4]   |           | Artikel |

### Internationale Turniere
| Beginn          | Turnier                        | Land    |
| --------------- | ------------------------------ | ------- |
| 27. Juni 2002   | NatWest Series 2002            | England |
| 12. August 2002 | Morocco Cup 2002               | Marokko |
| 29. August 2002 | PSO Tri-Nation Tournament 2002 | Kenia   |

### Internationale Touren (Frauen)
| Beginn         | Heimteam    | Auswärtsteam | Resultate | Resultate | Artikel |
| Beginn         | Heimteam    | Auswärtsteam | WTest     | WODI      | Artikel |
| -------------- | ----------- | ------------ | --------- | --------- | ------- |
| 25. Juni 2002  | Niederlande | Neuseeland   |           | 0–3 [3]   | Artikel |
| 1. Juli 2002   | Irland      | Neuseeland   |           | 0–3 [3]   | Artikel |
| 24. Juli 2002  | Irland      | Indien       |           | 0–2 [3]   | Artikel |
| 8. August 2002 | England     | Indien       | 0–0 [2]   | 1–0 [1]   | Artikel |

### Internationale Turniere (Frauen)
| Beginn        | Turnier                 | Land    |
| ------------- | ----------------------- | ------- |
| 10. Juli 2002 | Women’s Tri-Series 2002 | England |

## Nationale Meisterschaften
Aufgeführt sind die nationalen Meisterschaften der Full Member des ICC.
| Land    | First-Class                | List A                                |
| ------- | -------------------------- | ------------------------------------- |
| England | County Championship 2002   | Cheltenham and Gloucester Trophy 2002 |
|         | Norwich Union League 2002  |                                       |
|         | Benson and Hedges Cup 2002 |                                       |